# Myrmeciocephalus monteithi
Myrmeciocephalus monteithi é uma espécie de cerambicídeo da tribo Pseudocephalini, com distribuição restrita à Austrália.